# Jinan
Jinan (en chino simplificado, 济南; pinyin, Jǐnán; transcripción antigua, Tsinan) es la capital de la provincia de Shandong en la República Popular China. 
Atravesada por el río Amarillo, se la considera el centro económico, político, cultural, comercial, educativo y de transporte de toda la provincia. 
Su área es de 8117 km² y su población es de 9 millones (censo 2020).

## Administración
La ciudad de Jinan se divide en 6 distritos, 1 ciudad  y 3 condados:

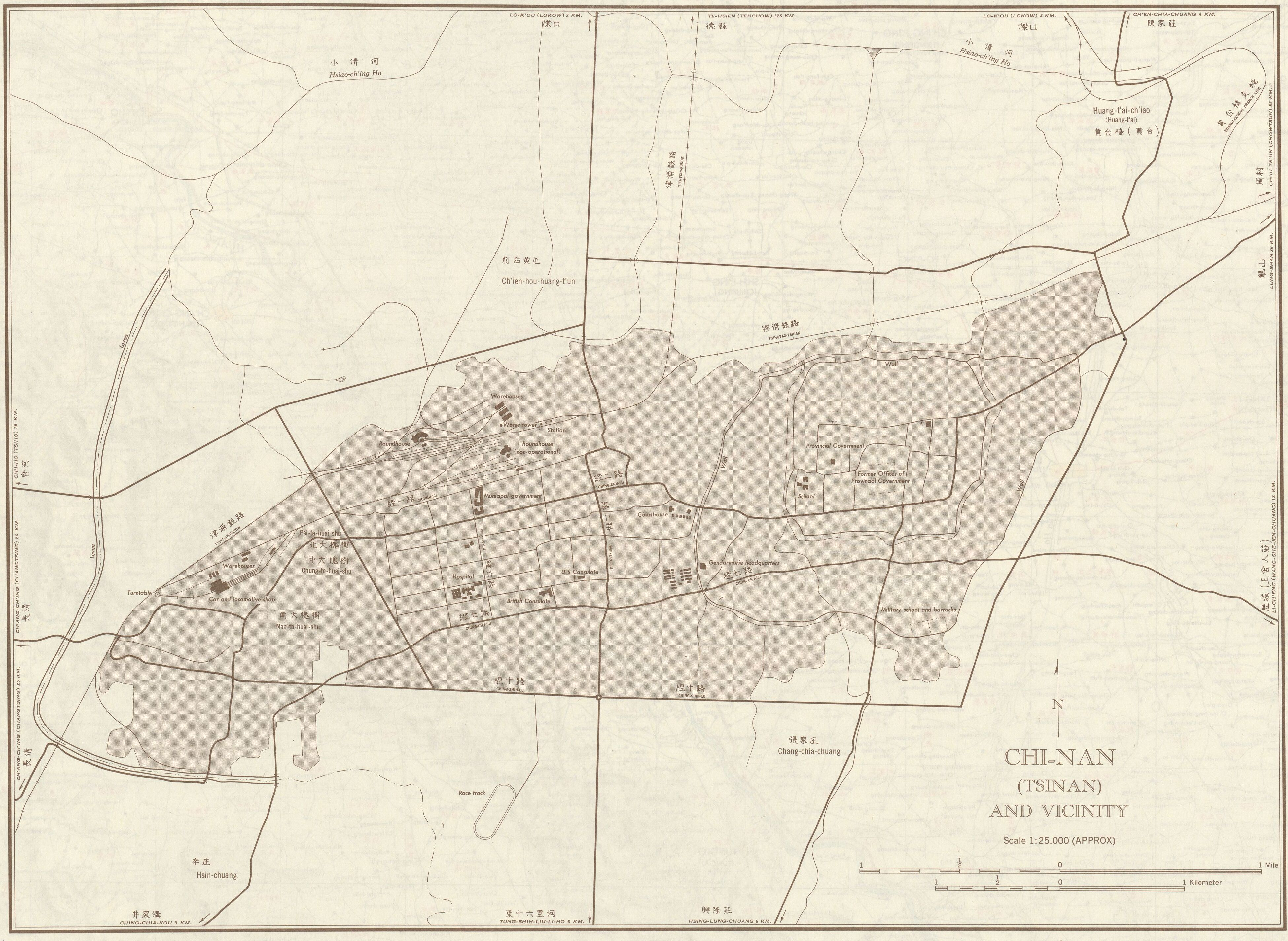
Map of Jinan (labeled as CHI-NAN (TSINAN))

| Lixia Shizhong Huaiyin Tianqiao Licheng Changqing Zhangqiu Jiyang Laiwu Gangcheng 'Pingyin · County' 'Shanghe · County' |                    |              |             |                   |            |              |
| Subdivisión | Simplified Chinese | Hanyu Pinyin | Xiao'erjing | Population (2010) | Area (km2) | Dens. (/km2) |
| Inner city |                    |              |             |                   |            |              |
| Lixia | 历下区             | Lìxià Qū     | لِﺷﯿَا ﺛُﻮْ‎     | 754,136           | 101.18     | 7476.13      |
| Shizhong | 市中区             | Shìzhōng Qū  | شِذْﻮ ﺛُﻮْ‎      | 713,581           | 281.49     | 2545.51      |
| Huaiyin | 槐荫区             | Huáiyìn Qū   | ﺧُﻮَىْىٍ ﺛُﻮْ‎     | 476,811           | 151.61     | 3144.13      |
| Tianqiao | 天桥区             | Tiānqiáo Qū  |             | 688,415           | 258.97     | 2660.94      |
| Inner suburbs |                    |              |             |                   |            |              |
| Licheng | 历城区             | Lìchéng Qū   |             | 1,124,306         | 1301.21    | 862.27       |
| Changqing | 长清区             | Chángqīng Qū |             | 578,740           | 1208.59    | 478.88       |
| Jiyang | 济阳区             | Jǐyáng Qū    |             | 517,948           | 1098.81    | 472.09       |
| Outer suburbs |                    |              |             |                   |            |              |
| Zhangqiu | 章丘区             | Zhāngqiū Qū  |             | 1,064,210         | 1719.09    | 618.26       |
| Laiwu | 莱芜区             | Láiwú Qū     |             | 989,535           | 1739.61    | 518.93       |
| Gangcheng | 钢城区             | Gāngchéng Qū |             | 308,994           | 506.42     | 910.04       |
| Rural counties |                    |              |             |                   |            |              |
| Pingyin | 平阴县             | Píngyīn Xiàn |             | 331,712           | 715.06     | 463.81       |
| Shanghe | 商河县             | Shānghé Xiàn |             | 564,125           | 1162.40    | 484.98       |

-Estos se administran en 146 divisiones  menores.

## Hidrónimo
El nombre de la ciudad Jinan (济南) significa literalmente "sur del Ji" y se refiere a un antiguo tributario del río Amarillo que corría al norte de la ciudad. En el siglo XIX, el río Amarillo cambió su cauce, desapareciendo definitivamente en el año 1852. La pronunciación actual del carácter Jǐ (济) fue establecida a finales de los 1970. Antiguos textos la transcriben como Tsinan o Chi-nan. Durante la dinastía Zhou, la ciudad de Lixia (历下) fue el mayor asentamiento de la región. El nombre Lixia hace referencia a las laderas del Monte Li, y hoy Lixia es un distrito de la ciudad. Marco Polo describió la ciudad bajo el nombre de Chingli y Chinangli. 
El apodo de Jinan es "ciudad de los manantiales" (泉城). Hay muchos manantiales en Jinan, entre los cuales los "72 famosos manantiales" son los más famosos por sus paisajes especiales e historias históricas. Jinan es una de las pocas ciudades turísticas con características únicas de "montañas, manantiales, lagos, ríos y ciudades".

## Historia

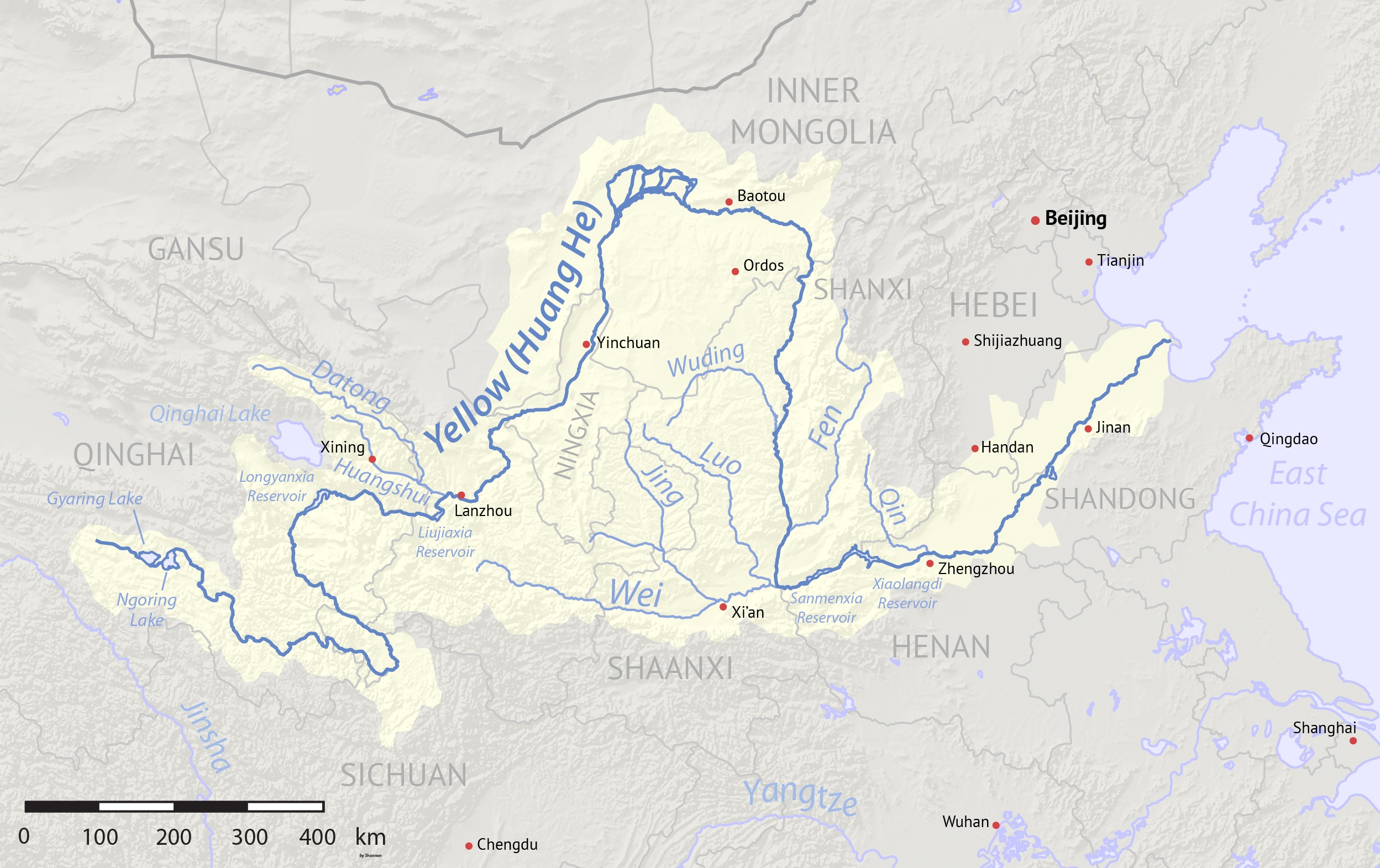
Mapa del río Amarillo en el que está a la orilla derecha en su curso bajo, Jinan

Jinan está considerada una de las localizaciones en las que nació la civilización china. 
Jinan es el lugar de nacimiento de la cultura Longshan de la cultura prehistórica.  
El primer asentamiento de la ciudad data, probablemente, de la dinastía Shang, hace más de 9000 años. De esta localización, al sur de las antiguas aguas Ji, procede el nombre de Jinan que significa literalmente "Sur de Ji".
Jinan se desarrolló lentamente durante la dinastía Zhou; en tiempos de la dinastía Jin, el budismo empezó a desarrollarse en la zona y se construyeron diversos templos. Jinan se convirtió en el centro religioso de la región. Durante la dinastía Song del norte, Jinan se convirtió en prefectura y se le llamó "la nación de la literatura y el lugar del bienestar". Era una de las zonas de todo el reino en la que se recaudaban más impuestos.
Jinan fue el punto en el que se desarrolló el primer comercio de artículos de bronce, lo que demuestra el rápido crecimiento industrial y comercial que alcanzó la ciudad. Los "dos An de Jinan" crearon numerosas poesías y obras literarias durante esa época y se convirtieron en máximos representantes de la élite literaria china. La ciudad siguió desarrollándose durante las dinastías Ming y Qing, convirtiéndose en uno de los núcleos más importantes en la región a finales de la época Qing.
La ciudad sufrió numerosos daños durante la Segunda Guerra Mundial y fue reconstruida de forma intensiva. Desde la reformas efectuadas por Deng Xiaoping, Jinan se ha convertido en una metrópolis moderna. 
Jinan ha sido la cuna de numerosos personajes destacados en la historia y la cultura china. Aquí nacieron o crecieron Bian Que, fundador de la medicina china tradicional, y la escritora Li Qingzhao. También visitaron la ciudad y residieron en ella durante un tiempo los poetas Li Bai y Du Fu y los escritores Lao She y Ding Ling. Por eso, Jinan a veces es conocida como la "ciudad de las celebridades".
En diciembre de 1986, el Consejo de Estado de la República Popular China la declaró ciudad histórica y cultural nacional.
En abril de 2019 fue inaugurado el sistema de metro de la ciudad, compuesto por dos líneas.

## Geografía y clima
Está situada en la zona noroccidental de la provincia de Shandong. Tiene un clima continental, con las cuatro estaciones bien diferenciadas. La primavera y otoño son estaciones secas; el verano es caluroso y lluvioso; y el invierno puede llegar a ser extremadamente frío.
La temperatura media anual es de 14,2 °C y la media de precipitaciones de 675 mm. Enero es el mes más frío y el más seco, con una temperatura mínima de -5,4 °C y una máxima de 3,6 °C. El mes más caluroso es el de julio, con temperaturas que oscilan entre los 32,6 °C de máxima y los 23,5 °C de mínima.
| Parámetros climáticos promedio de Jinan (1971–2000) | Parámetros climáticos promedio de Jinan (1971–2000) | Parámetros climáticos promedio de Jinan (1971–2000) | Parámetros climáticos promedio de Jinan (1971–2000) | Parámetros climáticos promedio de Jinan (1971–2000) | Parámetros climáticos promedio de Jinan (1971–2000) | Parámetros climáticos promedio de Jinan (1971–2000) | Parámetros climáticos promedio de Jinan (1971–2000) | Parámetros climáticos promedio de Jinan (1971–2000) | Parámetros climáticos promedio de Jinan (1971–2000) | Parámetros climáticos promedio de Jinan (1971–2000) | Parámetros climáticos promedio de Jinan (1971–2000) | Parámetros climáticos promedio de Jinan (1971–2000) | Parámetros climáticos promedio de Jinan (1971–2000) |
| Mes                                                 | Ene.                                                | Feb.                                                | Mar.                                                | Abr.                                                | May.                                                | Jun.                                                | Jul.                                                | Ago.                                                | Sep.                                                | Oct.                                                | Nov.                                                | Dic.                                                | Anual                                               |
| --------------------------------------------------- | --------------------------------------------------- | --------------------------------------------------- | --------------------------------------------------- | --------------------------------------------------- | --------------------------------------------------- | --------------------------------------------------- | --------------------------------------------------- | --------------------------------------------------- | --------------------------------------------------- | --------------------------------------------------- | --------------------------------------------------- | --------------------------------------------------- | --------------------------------------------------- |
| Temp. máx. media (°C)                               | 3.9                                                 | 6.9                                                 | 13.3                                                | 21.6                                                | 27.1                                                | 31.6                                                | 31.9                                                | 30.6                                                | 26.9                                                | 21.2                                                | 13.0                                                | 6.0                                                 | 19.5                                                |
| Temp. mín. media (°C)                               | −3.9                                                | −1.6                                                | 3.9                                                 | 11.3                                                | 16.8                                                | 21.6                                                | 23.6                                                | 22.5                                                | 17.7                                                | 11.8                                                | 4.5                                                 | −1.7                                                | 10.5                                                |
| Precipitación total (mm)                            | 5.7                                                 | 8.5                                                 | 15.3                                                | 27.4                                                | 46.6                                                | 78.3                                                | 201.3                                               | 170.3                                               | 58.5                                                | 36.5                                                | 16.2                                                | 8.2                                                 | 672.8                                               |
| Días de precipitaciones (≥ 0.1 mm)                  | 2.9                                                 | 3.1                                                 | 3.9                                                 | 5.1                                                 | 6.5                                                 | 8.2                                                 | 13.3                                                | 11.6                                                | 6.5                                                 | 4.6                                                 | 3.9                                                 | 3.2                                                 | 72.8                                                |
| Horas de sol                                        | 170.9                                               | 172.4                                               | 212.8                                               | 242.9                                               | 275.2                                               | 258.2                                               | 214.5                                               | 219.0                                               | 221.1                                               | 215.1                                               | 177.1                                               | 167.6                                               | 2546.8                                              |
| Humedad relativa (%)                                | 53                                                  | 50                                                  | 47                                                  | 46                                                  | 50                                                  | 55                                                  | 72                                                  | 75                                                  | 64                                                  | 58                                                  | 56                                                  | 55                                                  | 56.8                                                |
| Fuente: China Meteorological Administration         |                                                     |                                                     |                                                     |                                                     |                                                     |                                                     |                                                     |                                                     |                                                     |                                                     |                                                     |                                                     |                                                     |

## Lugares de interés
- El manantial Baotu: localizado en el parque del mismo nombre, en la zona sudoeste de la antigua ciudad. Es uno de los 72 manantiales localizados en la ciudad que destaca por su peculiar belleza. Todos los edificios que lo rodean han sido restaurados.
- La residencia de Confucio: Situada en la localidad cercana de Qufu. Después de la muerte de Confucio, la vivienda quedó a cargo del cuidado de sus familiares. Ocupa un área de 7,4 hectáreas y tiene un total de 480 habitaciones. En esta casa vivieron los descendientes del filósofo hasta la segunda mitad del siglo XX. El último descendiente directo de Confucio huyó a Taiwán poco después de la fundación de la República Popular debido a la hostilidad de las autoridades comunistas hacia cualquier vestigio del confucianismo.
- El templo de Confucio: También en Qufu, está situado en el centro de la antigua ciudad. Construido durante la dinastía Han, el templo ha sufrido diversas reconstrucciones y ampliaciones a lo largo de los siglos.
- El monte Tai, junto a la ciudad cercana de Tai'an, una de las cinco montañas sagradas de China.
- La montaña de los mil budas: dentro de la misma ciudad de Jinan, se encuentra la montaña de los mil budas. Se trata de una montaña por la que se puede subir mediante unas escaleras. Una vez llegados arriba, nos depara una magnífica vista panorámica de la ciudad. En el camino de subida se puede apreciar diferentes estatuas de buda. Hay la posibilidad de descender por un largo tobogán.

## Ciudades hermanas
Jinan está hermandada con:
- Wakayama,desde el 14 de enero de 1983.
- Coventry, desde el 3 de octubre de 1983.
- Yamaguchi, desde el 20 de septiembre de 1985.
- Rennes, desde 1985.
- Kfar Sava, desde el 2 de febrero de 2007.
- Sacramento, desde el 29 de mayo de 1985.
- Regina, desde el 10 de agosto de 1987.
- Puerto Moresby, desde el 28 de septiembre de 1988.
- Suwon, desde 1993.
- Vantaa, desde el 27 de agosto de 2001.